# Shawn Mullins
Shawn Mullins (Atlanta, 8 de março de 1968) é um cantor e compositor norte-americano especializado em folk rock, rock instrumental, adult alternative e americana. Ele é mais conhecido pelo single "Lullaby", lançado em 1998, que alcançou o número um e o número sete nas tabelas musicais americanas Adult Top 40 e Hot 100, respectivamente, tendo também alcançado o nono lugar no Reino Unido, o número cinco na Austrália e o número dois do Canadá. Em 2000, a canção recebeu uma nomeação para o Grammy Award de Melhor Performance Masculina pop, tendo perdido para "Brand New Day", de Sting.

## Discografia
Álbuns de estúdio
- Shawn Mullins (1990)
- Ever Changing World (1991)
- Better Days (1992)
- Big Blue Sky (1994)
- Jeff's Last Dance, Volume 1 (1995)
- Jeff's Last Dance, Volume 2 (1995)
- Eggshells (1996)
- Soul's Core (1998, Sony Records) #54 nos EUA,   Platina (RIAA)
- The First Ten Years (1999)
- Beneath the Velvet Sun (2000)
- The Essential Shawn Mullins]] (2003)
- Live From Portland Bootleg (2004)
- Jeff's Last Dance, Volume 3 (2005)
- 9th Ward Pickin Parlor (2006)
- Lullaby: Hits, Rarities, & Gems" (2007)
- Honeydew (2008)
- Live from the Variety Playhouse (2008)
- Light You Up (2010)